# José Maria da Fonseca Moniz
José Maria da Fonseca Moniz (Torre de Moncorvo, 20 de Dezembro de 1794 — Lisboa, 20 de Dezembro de 1862), 1.° barão de Palme, foi um oficial general do Exército Português que se distinguiu durante a Guerra Peninsular e a Guerra Civil Portuguesa. Foi deputado às Cortes e um dos principais apoiantes político-militares do marechal Saldanha.